# 카우카강

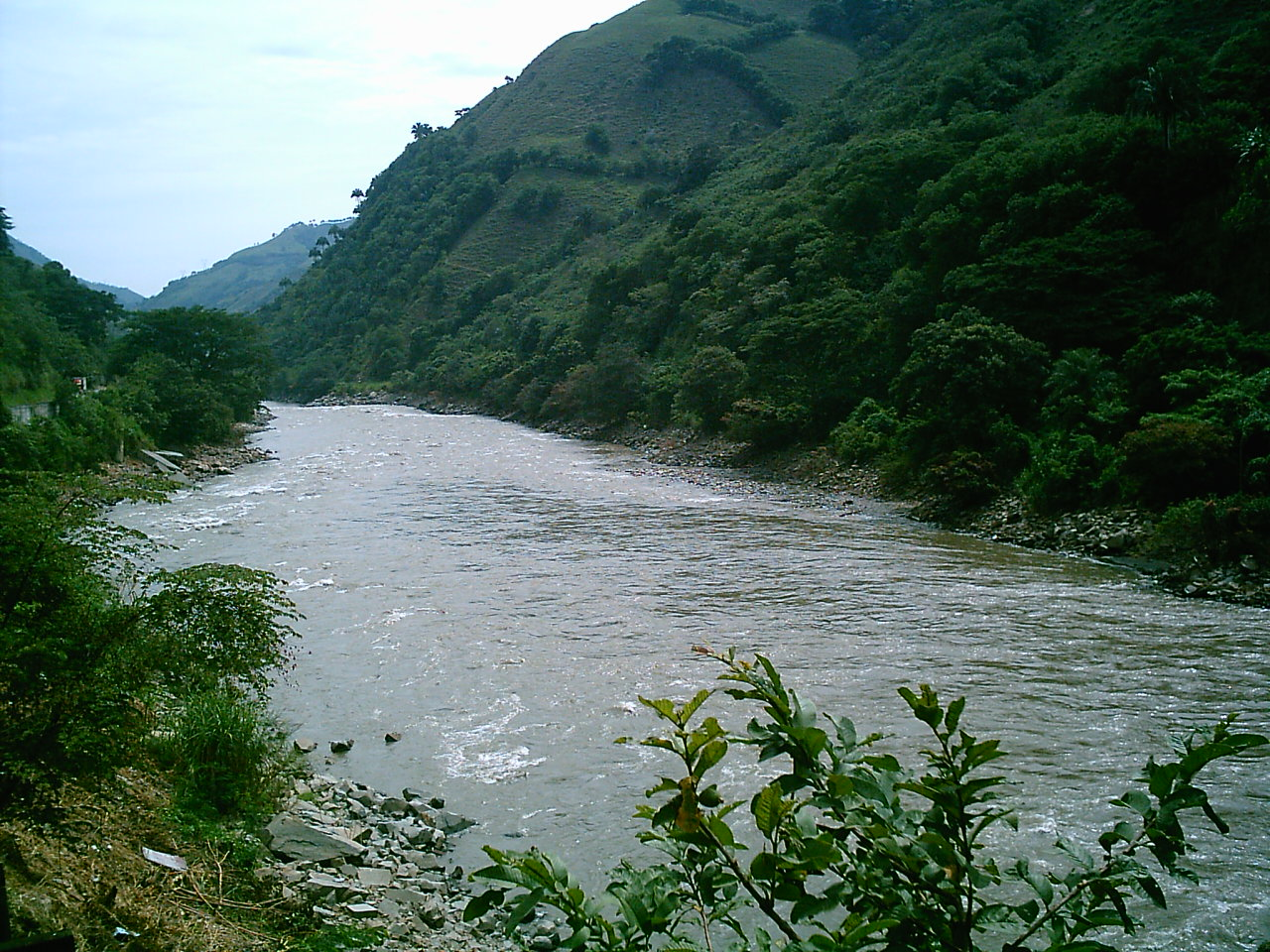
카우카강

카우카강(Cauca River)은 콜롬비아 포파얀 근처를 흐르는 강이다.
포파얀(Popayán)시 근처 콜롬비아 남서부의 상류에서 볼리바르주의 마간게(Magangue) 근처의 막달레나강(Magdalena River)과 합류하며 합쳐진 강은 결국 카리브해로 흘러간다. 길이는 965km(600마일)이고 막달레나강과의 교차점까지 총 길이는 1,350km(840마일)이다. 이 강은 막달레나와의 교차점 위로 640km(400마일)까지 항해할 수 있다.